# Associazione Fascista Calcio Venezia 1940-1941
Questa voce raccoglie le informazioni riguardanti l'Associazione Fascista Calcio Venezia nelle competizioni ufficiali della stagione 1940-1941.

## Divise
| Prima divisa |

## Organigramma societario
Area direttiva
- Presidente: Arnaldo Bennati

Area tecnica
- Allenatore: Giovanni Battista Rebuffo

## Rosa
| N. |                    | Ruolo | Calciatore              |
| -- | ------------------ | ----- | ----------------------- |
|    | Italia (bandiera)  | P     | Manlio Bacigalupo (III) |
|    | Italia (bandiera)  | P     | Giorgio Fioravanti      |
|    | Italia (bandiera)  | D     | Silvio Di Gennaro       |
|    | Italia (bandiera)  | D     | Gian Emilio Piazza      |
|    | Uruguay (bandiera) | D     | Víctor Tortora          |
|    | Italia (bandiera)  | C     | Giuseppe Arezzi         |
|    | Italia (bandiera)  | C     | Arturo Biagi (II)       |
|    | Italia (bandiera)  | C     | Luigi Busidoni          |
|    | Italia (bandiera)  | C     | Italo Famea             |
|    | Italia (bandiera)  | C     | Livio Linzi             |

| N. |                    | Ruolo | Calciatore         |
| -- | ------------------ | ----- | ------------------ |
|    | Italia (bandiera)  | C     | Ezio Loik (II)     |
|    | Italia (bandiera)  | C     | Valentino Mazzola  |
|    | Italia (bandiera)  | C     | Aldo Pondrano      |
|    | Italia (bandiera)  | C     | Sandro Puppo       |
|    | Italia (bandiera)  | C     | Lidio Stefanini    |
|    | Italia (bandiera)  | A     | Lanfranco Alberico |
|    | Uruguay (bandiera) | A     | Giovanni Alberti   |
|    | Italia (bandiera)  | A     | Alfredo Diotalevi  |
|    | Italia (bandiera)  | A     | Enrico Masi        |
|    | Italia (bandiera)  | A     | Francesco Pernigo  |

## Risultati

### Serie A

#### Girone d'andata
| Arbitro: | Galeati (Bologna) |

|                    |           |  |
| Alberti 34’ (rig.) | Marcatori |  |

| Arbitro: | Moretti (Genova) |

|                                          |           |               |
| Cattaneo 52’ Viani II 71’ Zidarich I 79’ | Marcatori | 62’ Diotalevi |

| Arbitro: | Bertolio (Torino) |

|                                                        |           |                                  |
| Loik II 41’ Pernigo 59’ Alberti 75’ (rig.) Mazzola 78’ | Marcatori | 17’ De Filippis 37’, 66’ Cergoli |

| Arbitro: | Scotti (Taranto) |

|                                                        |           |                         |
| Amadei 7’, 31’, 55’ Carmellini 35’ Borsetti 42’ (rig.) | Marcatori | 17’ (rig.), 56’ Pernigo |

| Arbitro: | Mazza (Torre del Greco) |

|                               |           |                        |
| Alberti 2’ (rig.) Mazzola 26’ | Marcatori | 17’ Ussello 66’ Ossola |

| Arbitro: | Gamba (Pozzuoli) |

|                                       |           |             |
| Peretti 4’ Cominelli 35’ Pagliano 36’ | Marcatori | 27’ Mazzola |

| Arbitro: | Bertolio (Torino) |

|               |           |             |
| Puricelli 21’ | Marcatori | 35’ Alberti |

| Arbitro: | Dellarole (Vercelli) |

|                    |           |             |
| Alberti 31’ (rig.) | Marcatori | 32’ Begnini |

| Milano 8 dicembre 1940 | Milano         | 0 – 0 | Venezia | Stadio San Siro\| Arbitro: \| Dattilo (Roma) \| |
| Arbitro:               | Dattilo (Roma) |       |         |                                                 |

| Arbitro: | Scorzoni (Bologna) |

|                         |           |             |
| Busidoni 2’ Alberti 69’ | Marcatori | 80’ Baldini |

| Arbitro: | Scotto (Savona) |

|                                               |           |                      |
| Vettraino 4’, 55’ Piola 62’ Piazza 69’ (aut.) | Marcatori | 18’ (aut.) Romagnoli |

| Arbitro: | Zelocchi (Modena) |

|             |           |               |
| Mazzola 47’ | Marcatori | 77’ Depetrini |

| Arbitro: | Carpani (Milano) |

|                      |           |  |
| Bertoni I 76’ (rig.) | Marcatori |  |

| Arbitro: | Conticini (Firenze) |

|             |           |             |
| Loik II 12’ | Marcatori | 22’ Barrera |

| Novara 19 gennaio 1941 | Novara           | 0 – 0 | Venezia | Stadio Littorio\| Arbitro: \| Moretti (Genova) \| |
| Arbitro:               | Moretti (Genova) |       |         |                                                   |

#### Girone di ritorno
| Arbitro: | Viarengo (Asti) |

|                                                                   |           |                         |
| Guarnieri 24’ Di Gennaro 36’ (aut.) Rebuzzi I 38’ Ferraris II 60’ | Marcatori | 54’ Pernigo 87’ Loik II |

| Arbitro: | Carpani (Milano) |

|                         |           |                       |
| Alberti 11’ Loik II 15’ | Marcatori | 28’ Tori 45’ Viani II |

| Arbitro: | Coletti (Treviso) |

|                             |           |                   |
| Salar 44’, 62’ Trevisan 76’ | Marcatori | 33’ (aut.) Loschi |

| Arbitro: | Zelocchi (Modena) |

|              |           |  |
| Alberico 74’ | Marcatori |  |

| Arbitro: | Fois (Roma) |

|  |           |                          |
|  | Marcatori | 38’ Alberico 73’ Pernigo |

| Arbitro: | Ceccherini (Como) |

|              |           |             |
| Alberico 54’ | Marcatori | 89’ Schiavi |

| Arbitro: | Ciamberlini (Genova) |

|             |           |  |
| Loik II 35’ | Marcatori |  |

| Arbitro: | Pizziolo (Firenze) |

|                                     |           |                          |
| Dugini 17’ Trevisan 55’ Begnini 68’ | Marcatori | 1’ Alberti 73’ Stefanini |

| Venezia 23 marzo 1941 | Venezia           | 0 – 0 | Milano | Stadio Pierluigi Penzo\| Arbitro: \| Bertolio (Torino) \| |
| Arbitro:              | Bertolio (Torino) |       |        |                                                           |

| Arbitro: | Mazza (Torre del Greco) |

|                       |           |             |
| Baldini 43’ Penzo 68’ | Marcatori | 73’ Mazzola |

| Arbitro: | Pizziolo (Firenze) |

|                        |           |  |
| Pernigo 4’ Mazzola 87’ | Marcatori |  |

| Arbitro: | Zelocchi (Modena) |

|                          |           |                  |
| Borel II 56’ (rig.), 89’ | Marcatori | 27’, 80’ Loik II |

| Venezia 20 aprile 1941 | Venezia           | 0 – 0 | Genova 1893 | Stadio Pierluigi Penzo\| Arbitro: \| Galeati (Bologna) \| |
| Arbitro:               | Galeati (Bologna) |       |             |                                                           |

| Arbitro: | Curradi (Firenze) |

|                |           |            |
| Cappellini 66’ | Marcatori | 6’ Pernigo |

| Arbitro: | Scorzoni (Bologna) |

|                                               |           |  |
| Tortora 48’ Alberti 71’ Galimberti 84’ (aut.) | Marcatori |  |

### Coppa Italia
| Arbitro: | Poggipollini (Ferrara) |

|                              |           |  |
| Alberti 10’ Pernigo 68’, 88’ | Marcatori |  |

| Arbitro: | Tassini (Verona) |

|                                                              |           |  |
| Alberico 18’, 77’ Loik II 22’ Alberti 44’ (rig.) Mazzola 85’ | Marcatori |  |

| Arbitro: | Pizziolo (Firenze) |

|                                        |           |                                          |
| Puricelli 32’, 66’ Sdraulig 70’ (rig.) | Marcatori | 5’ Loik II 31’ Alberico 40’, 75’ Pernigo |

| Arbitro: | Galeati (Bologna) |

|                                      |           |               |
| Alberti 14’ Mazzola 48’ Alberico 52’ | Marcatori | 20’ Vettraino |

| Arbitro: | Curradi (Firenze) |

|                      |           |                                       |
| Amadei 14’, 16’, 19’ | Marcatori | 37’ Mazzola 63’ Diotalevi 68’ Alberti |

| Arbitro: | Scorzoni (Bologna) |

|             |           |  |
| Loik II 72’ | Marcatori |  |

## Statistiche

### Statistiche di squadra
| Competizione | Punti | In casa | In casa | In casa | In casa | In casa | In casa | In trasferta | In trasferta | In trasferta | In trasferta | In trasferta | In trasferta | Totale | Totale | Totale | Totale | Totale | Totale | DR  |
| Competizione | Punti | G       | V       | N       | P       | Gf      | Gs      | G            | V            | N            | P            | Gf           | Gs           | G      | V      | N      | P      | Gf     | Gs     | DR  |
| ------------ | ----- | ------- | ------- | ------- | ------- | ------- | ------- | ------------ | ------------ | ------------ | ------------ | ------------ | ------------ | ------ | ------ | ------ | ------ | ------ | ------ | --- |
| Serie A      | 29    | 15      | 7       | 8       | 0       | 22      | 12      | 15           | 1            | 5            | 9            | 17           | 32           | 30     | 8      | 13     | 9      | 39     | 44     | -5  |
| Coppa Italia |       | 4       | 4       | 0       | 0       | 12      | 1       | 2            | 1            | 1            | 0            | 7            | 6            | 6      | 5      | 1      | 0      | 19     | 7      | +12 |
| Totale       | -     | 19      | 11      | 8       | 0       | 34      | 13      | 17           | 2            | 6            | 9            | 24           | 38           | 36     | 13     | 14     | 9      | 58     | 51     | +7  |

### Statistiche dei giocatori
| Giocatore           | Serie A  | Serie A | Coppa Italia | Coppa Italia | Totale   | Totale |
| Giocatore           | Presenze | Reti    | Presenze     | Reti         | Presenze | Reti   |
| ------------------- | -------- | ------- | ------------ | ------------ | -------- | ------ |
| L. Alberico         | 25       | 3       | 5            | 4            | 30       | 7      |
| G. Alberti          | 29       | 9       | 6            | 4            | 35       | 13     |
| M. Bacigalupo (III) | 16       | -29     | -            | -            | 16       | -29    |
| A. Biagi (II)       | 1        | 0       | -            | -            | 1        | 0      |
| L. Busidoni         | 11       | 1       | -            | -            | 11       | 1      |
| S. Di Gennaro       | 30       | 0       | 6            | 0            | 36       | 0      |
| A. Diotalevi        | 3        | 1       | 3            | 1            | 6        | 2      |
| I. Famea            | 6        | 0       | -            | -            | 6        | 0      |
| G. Fioravanti       | 14       | -15     | 5            | -6           | 19       | -21    |
| E. Loik (II)        | 30       | 6       | 6            | 3            | 36       | 9      |
| E. Masi             | 2        | 0       | -            | -            | 2        | 0      |
| V. Mazzola          | 27       | 6       | 6            | 3            | 33       | 9      |
| F. Pernigo          | 20       | 7       | 4            | 4            | 24       | 11     |
| G.E. Piazza         | 29       | 0       | 6            | 0            | 35       | 0      |
| A. Pondrano         | 16       | 0       | -            | -            | 16       | 0      |
| S. Puppo            | 20       | 0       | 6            | 0            | 26       | 0      |
| L. Stefanini        | 26       | 1       | 6            | 0            | 32       | 1      |
| V. Tortora          | 25       | 1       | 6            | 0            | 31       | 1      |
| Zambelli            | -        | -       | 1            | -1           | 1        | -1     |